# انفیلد، نیو ساوت ولز
انفیلد (به انگلیسی: Enfield) یک حومه شهر در استرالیا است که در سیدنی واقع شده‌است.